# آنتوان واکر
آنتوان واکر (انگلیسی: Antoine Walker؛ زاده ۱۲ اوت ۱۹۷۶) یک بازیکن بسکتبال اهل ایالات متحده آمریکا است.